# Eberhard Šoštanjski
Eberhard Šoštanjski, tudi Eberhard de Schonenst(ein) in  Eberhardus et Hermannus de Sonensteine ter Eberhard Katzensteinski v listini iz leta 1173 in Eberhard Dravski, svobodni plemič in brat Hermana Šoštanjskega ter mlajši brat Walchuna in Hermana Dravskega, ki je imel posesti na ozemlju današnjega mesta Šoštanj. 

## Življenje
Eberhard Šoštanjski se skupaj s svojim bratom Hermanom kot vitez Šoštanjski prvič pojavi l. 1189 v listini, s katero  je salzburški nadškof Aldalbert III. potrdil šoštanjsko posest samostanu v Berchtesgadnu. Že leta 1201 in nato še v naslednjih desetletjih se Eberhardus et Hermannus de Sonensteine omenjata kot fevdnika bamberškega škofa Ekberta in njegovi priči, v nekaterih drugih virih se pa omenjata kot de Schonenstein. Naslednja omemba pravi, da imata brata Eberhard in Herman šentpavelski fevd vas in novine v kraju, imenovanem “Gafrid”, Eberharda pa najdemo nato omenjenega samega v listini, ki je bila spisana 5. julija 1199 v Brežah. Kot priči salzburškega nadškofa se pojavljata v letih med 1193–1220 ter leta 1236.  
Predvideva se, da bi naj bili Šoštanjski ena izmed vej družine Dravskih z Dravskega dvora in se kot le-ti pojavljajo med leti 1105-1126. To, da sta bili Družini Dravskih in Šoštanjskih povezani, potrjuje tudi dejstvo, da je šoštanjsko posestvo ob osvoboditvi Dravskih gospodov izpod Spanheimske vezi postalo alod, se pravi posestvo v popolni lasti šoštanjskih, brez kakršnihkoli dajatev. Še eno dejstvo, ki dokazuje, da sta bili družini Dravskih in Šoštanjskih povezani, je spoznanje, da sta bila Eberhard Šoštanjski in Eberhard Dravski, ki se v virih omenja kot liber homo, se pravi kot predstavnik visokosvobodnega plemstva, ena in ista oseba. Nadalje izvemo po dokumentu iz leta 1192 celo, da sta bila tudi Herman II. Dravski in Herman Šoštanjski ista oseba. Možno je tudi, da so bili Šoštanjski povezani z rodbino Šaleških vitezov. O možni skupni poti teh dveh družin, Šoštanjskih in Šaleških, govori tudi skupno pojavljanje Eberharda Šoštanjsko-Dravskega in Bertolda Šaleškega v treh listinah iz let 1162, 1164 in 1189. 
Bogastvo rodbine Šoštanjskih je bilo za čas druge polovice dvanajstega stoletja relativno veliko in predvsem zaokroženo. Eberhard Šoštanjski se v listini iz leta 1173 imenuje tudi Eberhard Katzensteinski, kar kaže, da so v 12. stoletju imeli svobodni gospodje Šoštanjski poleg šoštanjskega gradu v svojih rokah velika posestva na zahodu doline, medtem ko so Šaleški obvladovali vzhodni del. Čeravno se sama stavba prvič omenja šele v listini datirani v leto 1318 kot purch Schonstain je iz listin smiselno sklepati, da je že pred tem na temu področju, za čas Eberharda in Hermana Šoštanjskega, stala utrdba oziroma zametki gradu, ki so ga nato prevzeli Vovbržani in je danes znana kot Grad Šoštanj oziroma kot Pusti grad
Družinska sreča rodbine de Sonensteine pa vendarle ni zdržala dolgo in že leta 1268 je rodbina izumrla, njihova posest pa je prešla v last rodbine Vovberških. 